# 岳震
岳震（1133年—？），号东卿，相州汤阴县人，南宋官员，岳飞的第四子，岳云、岳雷、岳霖之弟。
岳震是李氏所生，岳飞遇害时，他年仅九岁。宋孝宗时，岳飞被平反，岳震官至朝奉大夫、提举江南东路常平茶盐公事、户部度支司郎中、江东提举。去世后，与弟弟岳霆同葬黄梅县。妻翊德夫人周氏，生六子：岳瓒，字念一，从事郎、无为军安抚使；岳琯，字念三，承直郎、广州知录侍班；岳玭，字念四，迪功郎、汀州连城使；岳琚，字念六，将士郎；岳踌，字念七，将士郎；岳璇，字念九。